# 下格鲁彭巴赫
下格鲁彭巴赫是德国巴登-符腾堡州的一个市镇。总面积27.27平方公里，总人口7867人，其中男性3888人，女性3979人（2011年12月31日），人口密度288人/平方公里。

## 友好城市
- 法國 沙泽勒叙里昂